# Alfonso Portillo
Alfonso Antonio Portillo Cabrera (Zacapa, 24 settembre 1951) è un politico guatemalteco.
È stato il Presidente del Guatemala dal 2000 al 2004.
Ha rappresentato il Frente Republicano Guatemalteco, partito di destra fondato nel 1989 dal dittatore Efraín Ríos Montt.